# Pedro Chappé
Pedro Chappé García (Cuba, 16 de agosto de 1945 — Espanha, 15 de maio de 2003) foi um basquetebolista cubano que conquistou a medalha de bronze disputada nos XX Jogos Olímpicos de Verão  realizados em Munique em 1972. Foi um dos principais nomes de sua geração e vivia na Espanha, falecendo acometido de Infarto.